# カール・グスタフ・ピロ

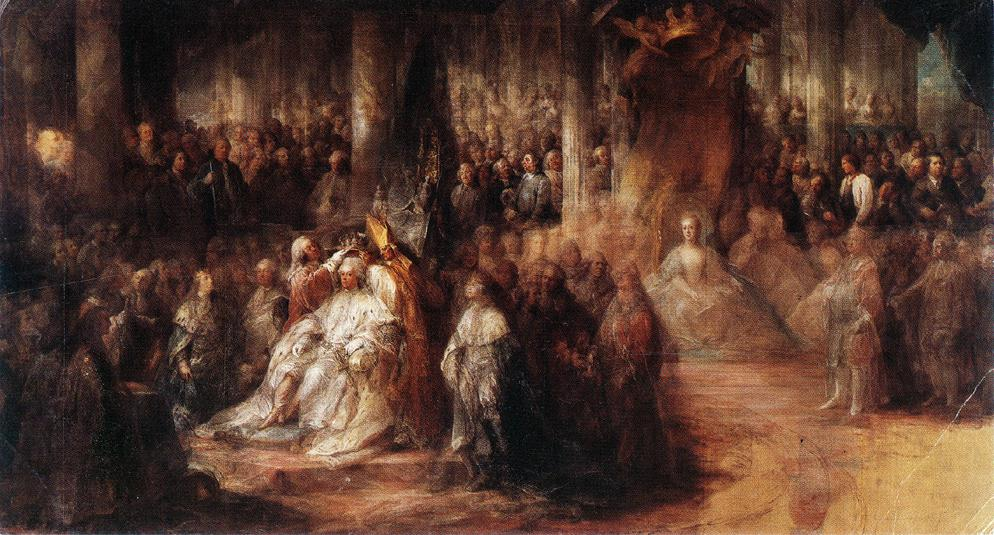
「グスタフ3世の戴冠式」

カール・グスタフ・ピロ（Carl Gustaf Pilo、1711年3月5日 - 1793年3月2日）は、スウェーデン生まれの肖像画家である。デンマークで働き、デンマーク王立美術院の校長も務めた。

## 略歴
現在のセーデルマンランド県のニュヒェーピング(Nyköping)に近いGöksätterで生まれた。祖父はポーランド人で、父親のオルフ・ピロ（Olof Pilo、姓は Pijhlouとも）はドロットニングホルム宮殿で画家として働いた後、農民となった人物である。12歳でストックホルムの画家、クリストマン(Kristofer Christman)に見習いとして送られた。1734年にドイツに修行にでた。1736年にスウェーデンに戻った後、スウェーデン王立美術院（Kungliga Akademien för de fria konsterna）で学び、肖像画家のアレニウス（Olof Arenius）のもとで学んだ。さらにドイツに学び、フランスやオランダの画家の影響を受けた。1837年から、スコーネで暮らし、スコーネの貴族の肖像画を描いた。ここで教会の教区委員の娘と婚約するが、結婚することなく、1741年にデンマークのコペンハーゲンに移住した。1747年に婚約は法的に解消された。1741年から、デンマーク王室のフレデリク5世や王妃ルイーセの一連の肖像画を描き、重用され、デンマークで32年間、暮らすことになった。
1745年からデンマーク王立美術院の絵画の監督になり教授を務めた後、1771年から1772年の間は美術院の校長を務めた。1759年にアウクスブルクの美術アカデミーの会員、1770年にはサンクトペテルブルクの美術アカデミーの会員い選ばれた。
クリスチャン7世の治世の1760年代の後半から、ドイツ生まれのヨハン・フリードリヒ・ストルーエンセが摂政としてデンマークの政治において絶対的な力を誇っていたが、1772年に宮廷クーデターが起こり、ストルーエンセは逮捕され処刑された。外国人に対する反感はピロにも及び、国王から無理な注文を受け、1772年に王室の仕事を辞職し、王からは国外退去を命じられた。
スウェーデンに戻り、スコーネを訪れた後、ストックホルムに移った。1773年にスウェーデン美術アカデミーの名誉会員に選ばれ、1784年にヴァーサ勲章を受勲した。スコーネとストックホルムを行き来する生活を続けた後、故郷のニーショーピングに住んだ。ドロットニングホルム宮殿のエーレンシュトラールの描いたカール11世の戴冠式の絵と同じような、自らの戴冠式の絵を望んだ国王グスタフ3世の依頼で、グスタフ3世の戴冠式の絵を描くことになった。多くの人々が描かれる絵を描いたことがなく、また戴冠式にも出ていなかったことを理由に固辞したが、王の命令に従い描かれた絵は晩年のピロの代表作となった。
1777年にスウェーデン美術院の校長に任命され、アカデミーの仕事と、戴冠式の絵を描くことに晩年は費やされた。1793年にストックホルムで没した。

## 作品

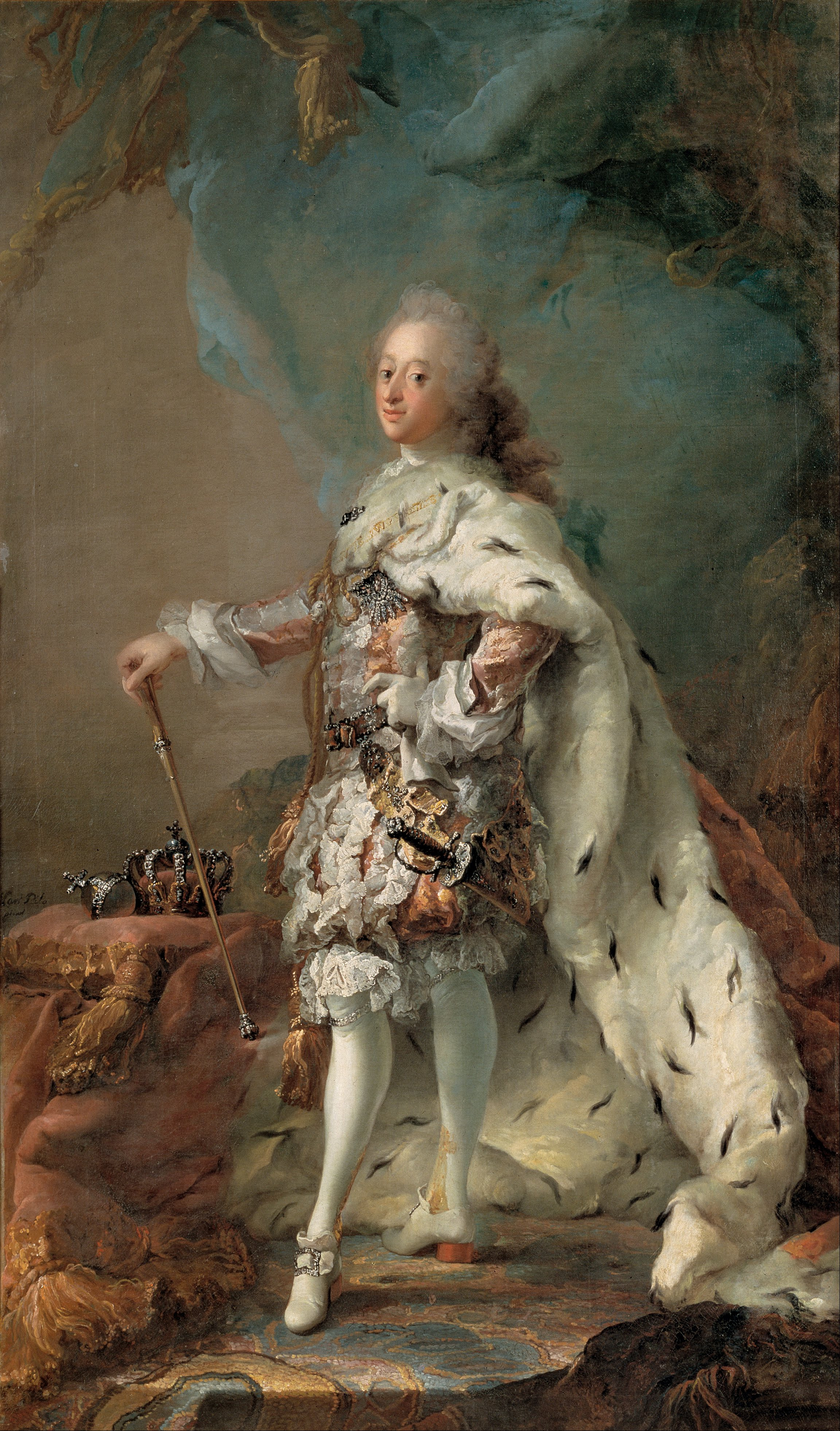
フレデリク5世の肖像
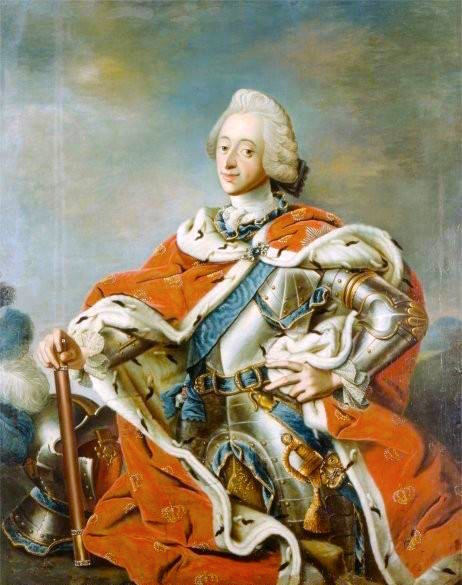
フレデリク5世
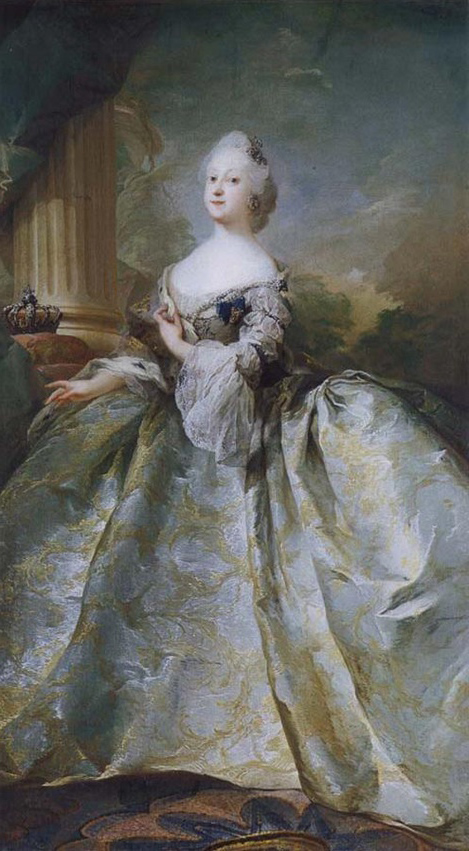
デンマーク王妃ルイーセの肖像
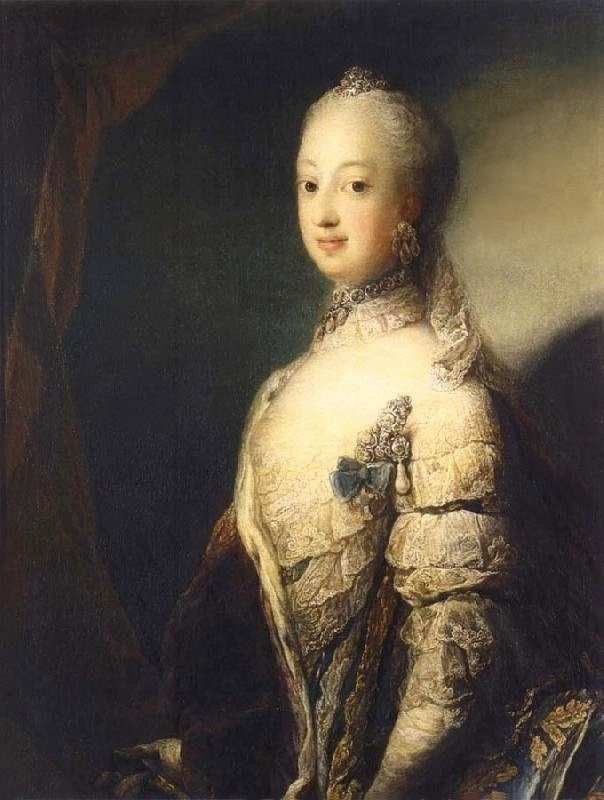
スウェーデン王妃ソフィア
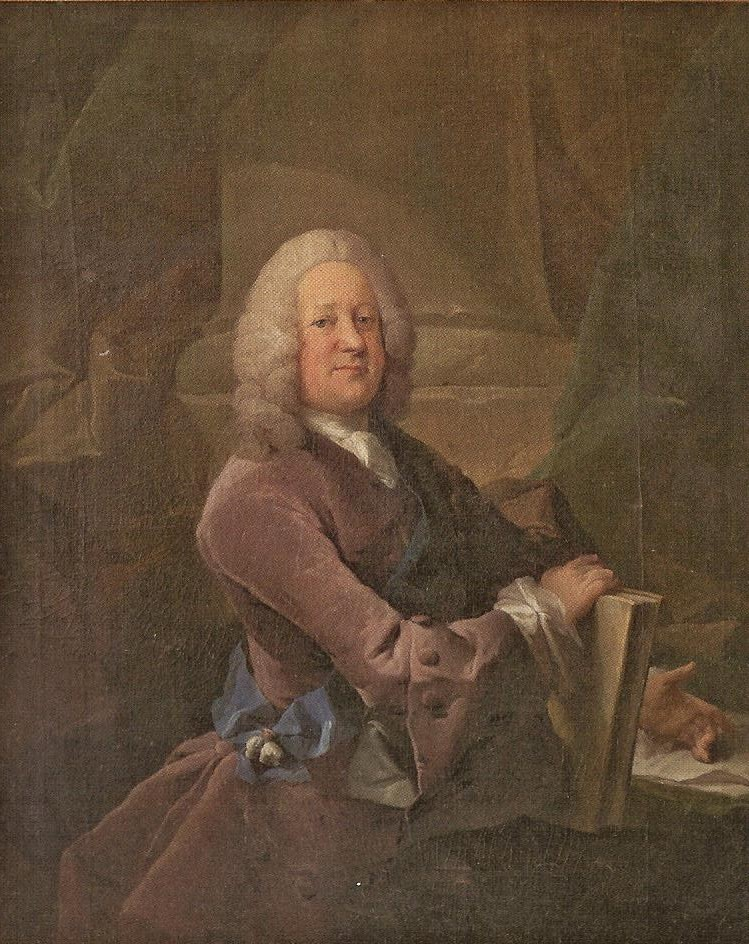
Claus Reventlowの肖像